# 弯喙碎米藓
弯喙碎米藓（学名：Fabronia curvirostris）为碎米藓科碎米藓属下的一个种。

## 扩展阅读
- 維基物種上的相關：弯喙碎米藓